# Глогинка
Глоги́нка (болг. Глогинка) — село в Тирговиштській області Болгарії. Входить до складу общини Попово.

## Населення
За даними перепису населення 2011 року у селі проживали 440 осіб.
Національний склад населення села:
| Національність   | Кількість осіб | Відсоток |
| ---------------- | -------------- | -------- |
| турки            | 187            | 76,6%    |
| болгари          | 48             | 19,7%    |
| не визначились   | 7              | 2,9%     |
| Всього відповіли | 244            |          |

Розподіл населення за віком у 2011 році:
Динаміка населення: